# Испания на зимних Олимпийских играх 1964
Испания принимала участие в зимних Олимпийских играх 1964 года в Инсбруке (Австрия) в шестой раз за свою историю, однако не завоевала ни одной медали.

## Состав сборной
Сборную Испанского Государства представляли 6 спортсменов (все — мужчины) которые соревновались в 2 видах спорта: скоростной спуск и гигантский слалом.
Участники:
- Хорхе Родригес
- Хавьер Масана
- Хуан Гаррига
- Луис Виу
- Франсиско Прат
- Луис Санчес

## Результаты
По результатам Олимпийских игр 1964 года сборная Испании не смогла взять ни одной медали.

### Скоростной спуск
| Спортсмен      | Время          | Место |
| -------------- | -------------- | ----- |
| Хорхе Родригес | не финишировал | –     |
| Хавьер Масана  | 2:33.52        | 43    |
| Хуан Гаррига   | 2:32.85        | 41    |
| Луис Виу       | 2:30.35        | 35    |

### Гигантский слалом
| Спортсмен      | Время          | Место |
| -------------- | -------------- | ----- |
| Луис Виу       | 2:00.83        | 32    |
| Хуан Гаррига   | 2:03.85        | 38    |
| Хавьер Масана  | не финишировал | –     |
| Франсиско Прат | 2:15.79        | 58    |